# Чинчаладзе, Звиад
Звиад Чинчаладзе (род. 13 сентября 1979) — грузинский самбист и дзюдоист, бронзовый призёр первенства Грузии по дзюдо среди юниоров 2007 года, чемпион (2007), серебряный (2006) и бронзовый (2008) призёр чемпионатов Грузии по дзюдо, чемпион (2003) и бронзовый призёр (2001, 2004, 2005, 2007) чемпионатов Европы по самбо, серебряный (2007) и бронзовый (2003, 2006) призёр чемпионатов мира по самбо. По самбо выступал в тяжёлой весовой категории (свыше 100 кг). Также участвовал в чемпионате Европы по самбо 2008 года и чемпионате мира по самбо 2004 года, где оба раза занял пятое место. Проживает в городе Рустави.

## Спортивные результаты
- Чемпионат Грузии по дзюдо 2006 года — ;
- Чемпионат Грузии по дзюдо 2007 года — ;
- Чемпионат Грузии по дзюдо 2008 года — ;